# Битка код Лехаја
Битка код Лехаја одиграла се 391. п. н. е. за време Коринтског рата. У бици између мање атинске војске под заповедништвом Ификрата и спартанске војске победили у Атињани. Атински лако наоружани пелтасти победили су тешко наоружане спартанске хоплите. Спартански хоплити су се кретали без заштите лако наоружаних копљаша, па је Ификрат крај Коринта припремио заседу из које су их напали пелтасти, бацајући на њих копља и повлачећи се након тога. Вишеструким нападима и повлачењима успели су да побију пола хоплита. Због малог броја војника та битка није имала одлучујући значај за ток рата, али представљала је први пример да су пелтасти победили хоплите.

## Увод
У Коринту је 392. п. н. е. избио сукоб проспартанске олигархијске фракције и антиспартанске демократске фракције. Демократи су победили и истерали су олигархе, па су се олигарси обратили Спарти. Уз помоћ Спарте заузели су стратешки важну коринтску луку Лехај. Неколико пута демократе из Коринта су уз помоћ савезника из Тебе и Аргоса покушавали да заузму Лехај, али нису успели.
Након тога Атињани су послали Ификрата са атинским пелтастима. Спартанци и њихови савезници харали су територијом Коринта нападајући из Лахеја. Краљ Агесилај II је 391. п. н. е. предводио велику спартанску војску и нападао је бројна непријатељска упоришта, често успевајући и да их заузме. Атињани и њихови савезници углавном су морали да траже заштиту иза коринтских зидина, али коначно им се пружила прилика да искористе спартанску неопрезност.

## Битка
Спартански краљ Агесилај II је са већином своје војске пустошио територијом Коринта, а у Лехају је оставио јак гарнизон. У спартанском гарнизону налазили су се Спартанци, али и спартански савезници из Амикла, који су тражили да привремено оду кући на прославу верске светковине. Спартански заповедник не само да им је дозволио да оду кући, него је са 600 хоплита и делом коњице одлучио и да их испрати. Након што их је испратио покрај Коринта коњици је наредио да их прати даље, а он се са хоплитима враћао у Лехај. Док је пролазио крај Коринта није очекивао невољу, јер се непријатељске снаге нису усуђивале да излазе из Коринта у отворену битку.
Заповедник атинских пелтаста Ификрат сматрао је да је то добра прилика за напад, јер је 600 спартанских хоплита пролазило без заштите коњице или пелтаста. Наговорио је заповедника хоплита у Коринту Калију да нападну спартанске хоплите. Док је Калија развијао флангу Ификрат је напао са својим пелтастима. Пелтасти су почели да бацају копља на спартанске хоплите. Када је део хоплита напао пелтасте они су се одмах повукли, користећи своју већу покретљивост. Хоплити су се вратили у формацију, али пелтасти су поново напали и поново побегли. Спартанци су имали губитака. Читав процес понављао се неколико пута, а хоплити нису могли да се ослободе пелтаста. Спартанска фаланга је била потпуно разбијена и исцрпљена. Остаци су побегли на једно бедо над Лахејем. Из Лахеја су, да би их спасили, послали чамце, који су дошли на око 800 метара од брда. Атињани су развили своју фалангу и кренули према Спартанцима, а спартански хоплити су побегли у чамце. Цело време гањали су их атински пелтасти. Укупно је погинуло 250 спартанских хоплита.

## Последице
Агесилај је због пораза крај Лахеја прекинуо офанзиву око Коринта. Ификрат је након тога успео да врати већину упоришта, које су Спартанци пре тога били заузели. Ификрат је успео да изведе неколико успешних напада на спартанске савезнике у региону. Међутим Лехај је и даље остао у спартанским рукама током целог рата. Ипак Спартанци су престали са операцијама око Коринта и у том подручју више није било већег сукоба.